# Lotus (cançó)
«Lotus» és el trenta-sisè senzill de la banda estatunidenca R.E.M., el segon extret de l'àlbum Up, el 7 de desembre de 1998 per Warner Bros. Records.
La línia recurrent de la lletra I ate the lotus apareix de forma alterada en temps verbal (I'll eat the lotus...) en la cançó «Be Mine» de la pròpia banda, i la línia dot dot dot and I feel fine també és una referència al seu senzill «It's the End of the World as We Know It (And I Feel Fine)» de 1987.
El videoclip va ser dirigit pel cineasta francès Stéphane Sednaoui. Stipe va explicar que volia treballar amb Sednaoui des de que va veure el videoclip que va fer per la cançó «Big Time Sensuality» de Björk. Posteriorment va ser inclòs en la compilació de videoclips In View - The Best of R.E.M. 1988-2003.

## Llista de cançons
Totes les cançons foren escrites i compostes per Michael Stipe, Peter Buck i Mike Mills. 
| 1.            | «Lotus» (versió LP)          | 4:30  |
| 2.            | «Surfing the Ganges»         | 2:25  |
| 3.            | «Suspicion» (directe estudi) | 5:39  |
| 4.            | «Lotus» (Weird mix)          | 4:34  |
| Durada total: | Durada total:                | 17:08 |

| 1.            | «Lotus»              | 4:30  |
| 2.            | «Surfing the Ganges» | 2:25  |
| 3.            | «Lotus» (Weird mix)  | 4:34  |
| Durada total: | Durada total:        | 11:29 |

| 1.            | «Lotus»              | 4:30 |
| 2.            | «Surfing the Ganges» | 2:25 |
| Durada total: | Durada total:        | 6:55 |

| 1.            | «Lotus»                      | 4:30  |
| 2.            | «Suspicion» (directe estudi) | 5:39  |
| Durada total: | Durada total:                | 10:09 |